# Pedro se vrací
Pedro se vrací je studiové album skupiny Wohnout z roku 2002. Autorem obalu je Martin Mišík.

## Seznam skladeb
| Pořadí         | Název              | Délka |
| -------------- | ------------------ | ----- |
| 1.             | Pedro se vrací     | 3:40  |
| 2.             | Ó, gramofón        | 4:16  |
| 3.             | Lado               | 2:28  |
| 4.             | Papoušku vstávej   | 3:19  |
| 5.             | Sólo pro mouřenína | 4:18  |
| 6.             | Volali             | 4:28  |
| 7.             | V Mostecký         | 3:19  |
| 8.             | Kristian           | 4:21  |
| 9.             | Puškinův památník  | 2:35  |
| 10.            | Blázni             | 3:44  |
| 11.            | Hnojivo pro krávy  | 0:46  |
| 12.            | Pedro se vrátí     | 4:26  |
| Celková délka: | Celková délka:     | 41:45 |